# Roman Trekel
Roman Trekel (né en 1963 à Pirna près de Dresde) est un baryton lyrique allemand du répertoire de l'opéra et du lied.

## Biographie
Roman Trekel est le fils de la mezzo-soprano Ute Trekel-Burckhardt (de) et du bassiste Jürgen Trekel. Il étudie le hautbois, puis de 1980 à 1986, il étudie le chant à la Hochschule für Musik de Berlin avec Heinz Reeh (de).
Après son diplôme, il est engagé dès 1988 à l'Opernstudio de l'Opéra d'État de Berlin, et fait aujourd'hui partie de l'ensemble.
Il a également assisté à des master classes de Dietrich Fischer-Dieskau.
Depuis 1989 il enseigne à la Hochschule für Musik „Hanns Eisler“ de Berlin.
Roman Trekel  chante à l'opéra, en concert dans le répertoire des mélodies et lieder, ainsi que lors de concerts symphoniques. Son répertoire comprend les rôles titres d'œuvres de Mozart, Verdi, Puccini et Tschaikovski ainsi que des œuvres de Wagner et Strauss.
Depuis 1996, il chante régulièrement au Festival de Bayreuth.
Il s'est également fait un nom comme un interprète du lied, notamment les œuvres de Franz Schubert, Hugo Wolf et Johannes Brahms, par une longue carrière de concertiste.
En 2000 il a reçu le titre de Kammersänger.

## Discographie
La discographie complète est consultable sur la page web de Roman Trekel.